# Tamoil
Tamoil es la marca bajo la cual se conoce a Oilinvest Group, una compañía petrolera con sede en los Países Bajos y yacimientos en Libia. Oilinvest opera principalmente en Europa y África. En 2004 Oilinvest contaba con aproximadamente 3000 estaciones Tamoil en Europa y más de 150 en África.

## Historia
Los orígenes del Oilinvest Group se remontan a 1988, cuando se creó el grupo para consolidar una serie de inversiones europeas en energía que fueron realizadas por el Estado libio. La marca "Tamoil" nació tras la adquisición de una refinería y de la red de estaciones de servicio de Amoco y Texaco en Italia.
Durante la década de 1990 Oilinvest amplió rápidamente su marca Tamoil aumentando su posición en Italia y entrando en los mercados de Suiza (1990), Alemania (1991), España (1992) y los Países Bajos (1993) antes de trasladarse a Egipto en 1993. A partir de 2000, Oilinvest amplió sus actividades en África en más de 19 países africanos antes de vender el negocio africano a otra empresa libia.
Oilinvest rompió formalmente su vínculo con el gobierno de Muamar el Gadafi de Libia en 2011 al trasladar la mayor parte de sus acciones del gobierno libio a una fundación (stichting) neerlandesa, lo que permitió a la empresa continuar sus operaciones a pesar de las sanciones de la Unión Europea a Libia. Hasta septiembre de 2012 había vuelto a ser propiedad en un 70% de la National Oil Corporation de Libia y en un 30% del gobierno libio.